# Mont Catillo
Le mont Catillo, appelé Monte Catillo en italien, est un sommet des monts Tiburtins, massif montagneux faisant partie des Apennins. S'élevant à 348 mètres d'altitude, il est sur le territoire de la commune de Tivoli et abrite la réserve naturelle du Monte-Catillo. Son nom vient de Catillus, le père de Tiburtus qui fonda la ville de Tibur devenue Tivoli.

## Géologie
Le mont Catillo, comme les monts Tiburtins, est constitué de roches calcaires datant du Mésozoïque qui avec une érosion de type karstique a créé des dolines et des lapiaz.

## Réserve naturelle du mont Catillo
La réserve naturelle du mont Catillo a été créée par la province de Rome le 6 octobre 1997 sur une surface initiale de 200 hectares protégés, situés au nord-est de la ville de Tivoli jusqu'aux confins de San Polo dei Cavalieri. Agrandie petit à petit, elle s'étend aujourd'hui sur 1 320 hectares.

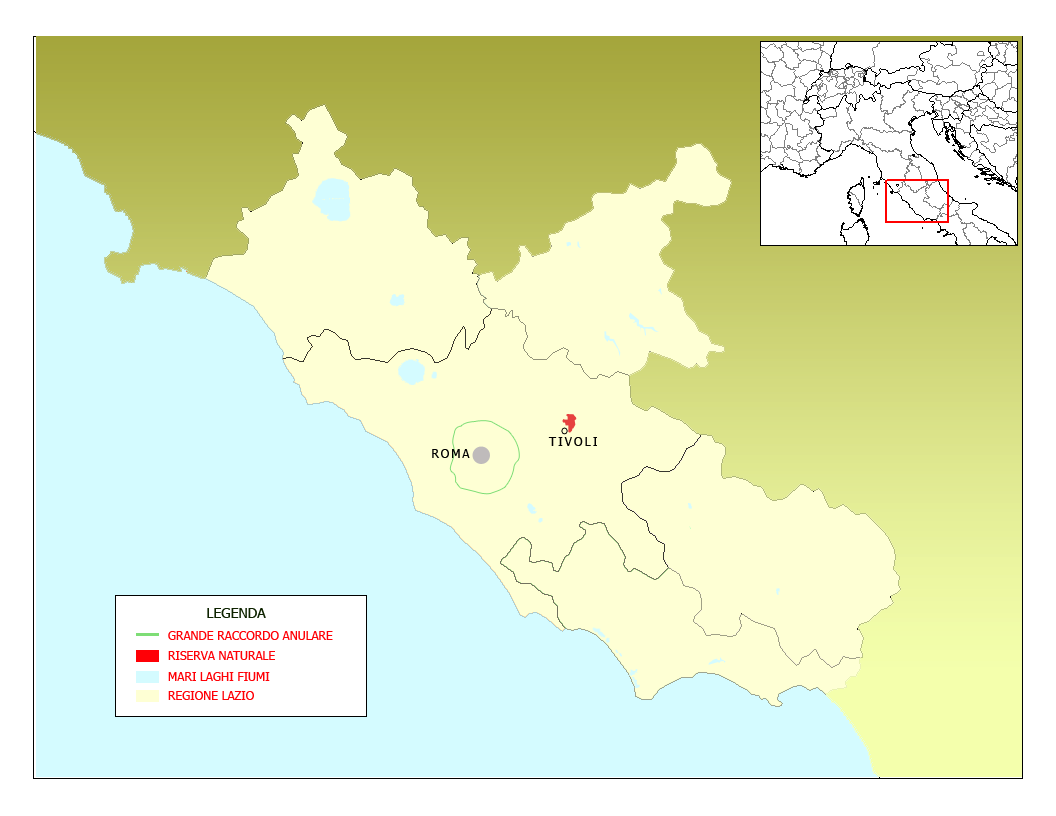
Carte du territoire de la réserve.
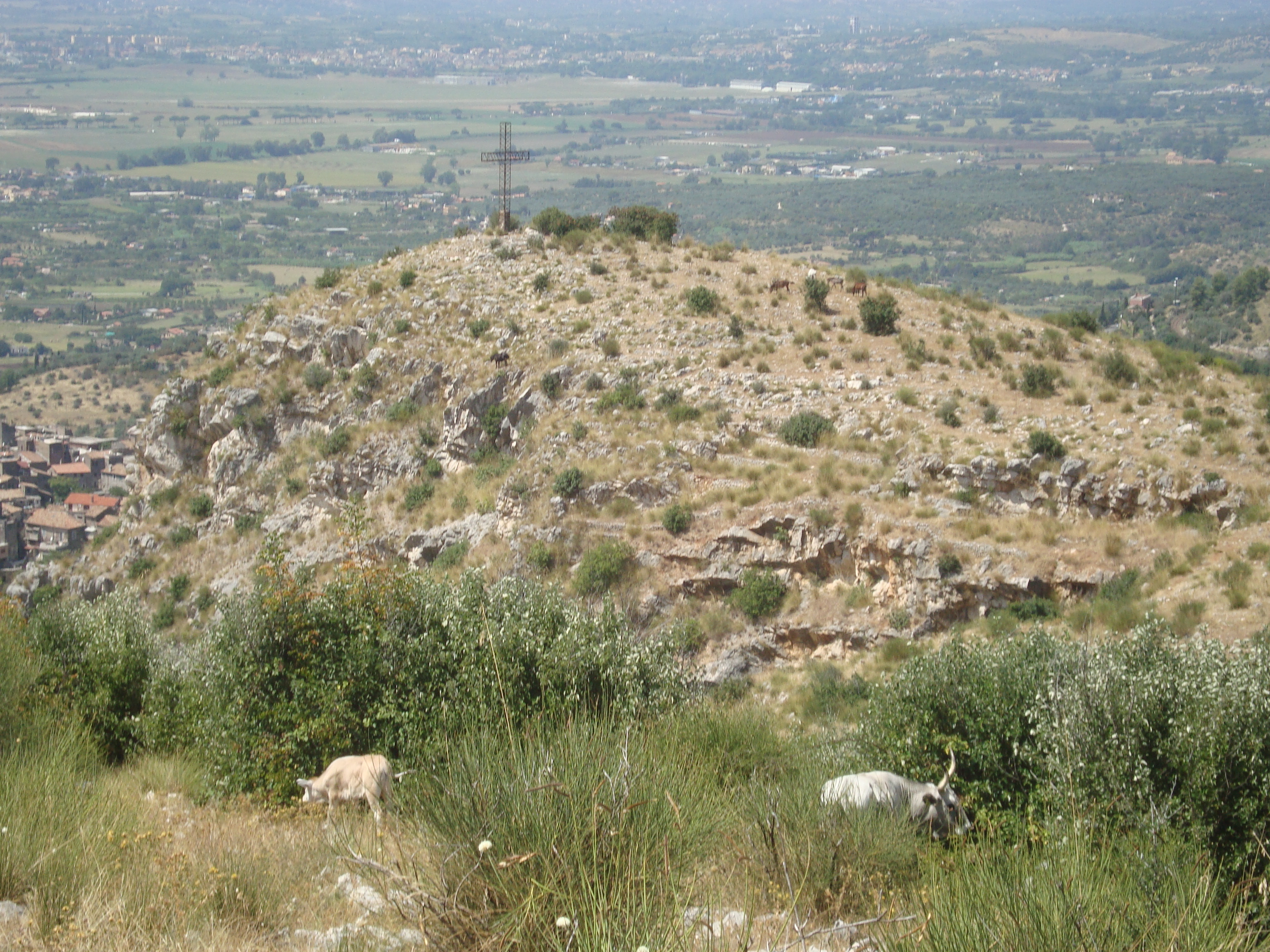
Vue de la réserve et du mont Catillo.